# Psorothamnus kingii
Psorothamnus kingii är en ärtväxtart som först beskrevs av Sereno Watson, och fick sitt nu gällande namn av Rupert Charles Barneby. Psorothamnus kingii ingår i släktet Psorothamnus och familjen ärtväxter. Inga underarter finns listade i Catalogue of Life.